# 미호촌
미호촌(일본어: 美浦村)은 일본 이바라키현 이나시키군의 촌이다. 가스미가우라호의 남서쪽에 위치한다.
정내에는 일본중앙경마회(JRA)의 미호 트레이닝 센터가 있다. 2005년에 이웃한 아미정과의 합병해 시로 승격하는 주민투표가 있었으나 미호촌 주민들의 반대로 무산되었다.

## 역사
- 1955년 - 미호촌이 성립하였다.
- 1978년 4월 10일 - JRA 미호 트레이닝 센터가 개장하였다.

## 인구
| 연도 | 인구   | ±%     |
| ---- | ------ | ------ |
| 1950 | 9,992  | —      |
| 1960 | 9,178  | −8.1%  |
| 1970 | 8,066  | −12.1% |
| 1980 | 13,509 | +67.5% |
| 1990 | 14,348 | +6.2%  |
| 2000 | 18,219 | +27.0% |
| 2010 | 17,307 | −5.0%  |

## 교통

### 도로
- 국도 125호선